# Helloween (Album)
Helloween ist das 16. Studioalbum der Band Helloween. Es wurde im Juni 2021 bei Nuclear Blast veröffentlicht. Das Album markiert die Rückkehr von Kai Hansen (Gitarre, Gesang) sowie Michael Kiske (Gesang), die zusätzlich zur bisherigen Besetzung hinzustießen. Erstmals sind somit gemeinsam mit Andi Deris drei Leadsänger zu hören.

## Hintergrund
Hansen und Kiske hatten sich 1989 bzw. 1993 von der Band getrennt. Hansen hatte seitdem guten Kontakt mit der Band gehalten, Kiske jedoch jahrelang nicht mit den ehemaligen Weggefährten gesprochen. 2016 trat jedoch backstage bei einem Festival Helloween-Gitarrist Michael Weikath an Kiske heran und bat um Vergebung, worauf Kiske bemerkte, dass er ihm bereits lange vergeben hatte, dies aber noch nicht realisiert hatte. Es bedurfte noch einiger zusätzlicher Ermutigung durch Kai Hansen, damit Kiske an der geplanten Pumpkins-United-Tournee mitwirkte. Die früheren Mitglieder Roland Grapow und Uli Kusch wurden allerdings nicht gefragt, da dies dann „zu viele Leute“ gewesen wären. Am 13. Oktober 2017 erschien der Song Pumpkins United als Single. Deris, Hansen und Kiske teilen sich hierbei den Gesang. Am 19. Oktober 2017 begann die Pumpkins United World Tour in Monterrey, Mexiko.

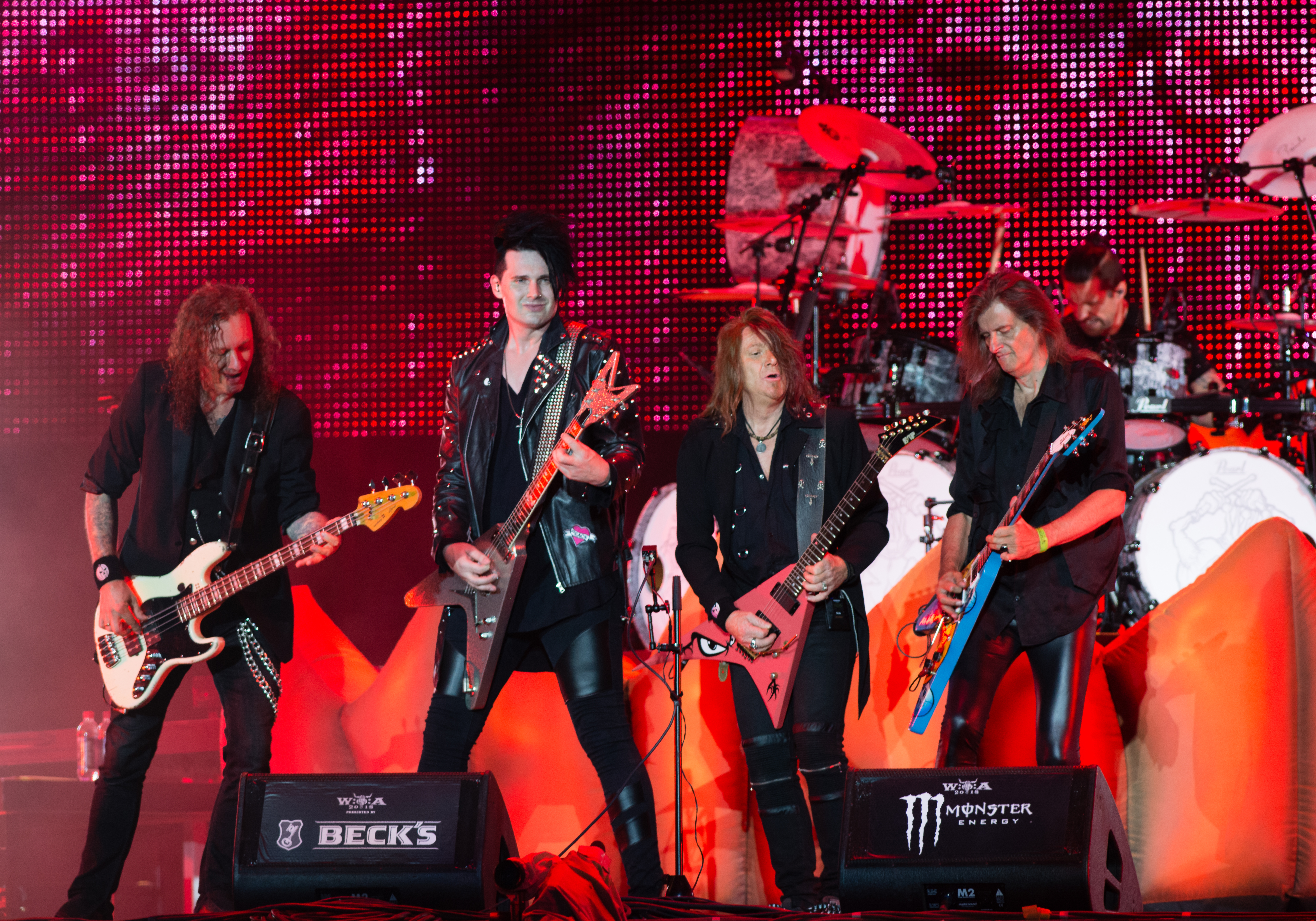
Helloween in Wacken 2018. Von links nach rechts: Markus Grosskopf, Sascha Gerstner, Kai Hansen, Michael Weikath und Daniel Löble.

Seit etwa 2018 rückte auch ein neues Studioalbum in den Fokus. Die Chemie dafür sei vorhanden. Allerdings sei dies eine Menge Arbeit, sodass im Juni 2018 die Entscheidung noch nicht gefallen war. Am 21. August 2018 jedoch gab die Band bekannt, dass sie in der Besetzung zusammenbleiben würde und ein neues Album angehen wollte, das ursprünglich 2020 veröffentlicht werden sollte. Weikath, Hansen und Deris sollten dabei im Wesentlichen als Trio das Songwriting übernehmen. Allerdings wurden dann erst im März 2021 Titel und Veröffentlichungsdatum im Juni des Jahres bekanntgegeben.

## Titelliste
| Nr.          | Titel               | Autor(en)              | Länge |
| ------------ | ------------------- | ---------------------- | ----- |
| 1.           | Out for the Glory   | Michael Weikath        | 7:18  |
| 2.           | Fear of the Fallen  | Andi Deris             | 5:38  |
| 3.           | Best Time           | Sascha Gerstner, Deris | 3:35  |
| 4.           | Mass Pollution      | Deris                  | 4:14  |
| 5.           | Angels              | Gerstner               | 4:42  |
| 6.           | Rise Without Chains | Deris                  | 4:56  |
| 7.           | Indestructible      | Markus Grosskopf       | 4:42  |
| 8.           | Robot King          | Weikath                | 7:07  |
| 9.           | Cyanide             | Deris                  | 3:29  |
| 10.          | Down in the Dumps   | Weikath                | 6:01  |
| 11.          | Orbit               | Kai Hansen             | 1:04  |
| 12.          | Skyfall             | Hansen                 | 12:11 |
| Gesamtlänge: | Gesamtlänge:        | Gesamtlänge:           | 64:57 |

| Nr.          | Titel           | Autor(en)              | Länge |
| ------------ | --------------- | ---------------------- | ----- |
| 13.          | Golden Times    | Gerstner               | 4:47  |
| 14.          | Save My Hide    | Deris                  | 3:11  |
| 15.          | Pumpkins United | Hansen, Deris, Weikath | 6:21  |
| 16.          | We Are Real     | Grosskopf              | 4:24  |
| Gesamtlänge: | Gesamtlänge:    | Gesamtlänge:           | 73:46 |

## Charts und Chartplatzierungen
Helloween erreichte in Deutschland die Chartspitze der Albumcharts und platzierte sich eine Woche an ebendieser sowie drei Wochen in den Top 10 und 14 Wochen in den Top 100. 37 Jahre nach der Bandgründung erreichte die Band erstmals die Chartspitze in Deutschland, darüber hinaus ist es ihr fünfter Top-10-Erfolg sowie das 24. Chartalbum. Am Jahresende belegte Helloween Rang 35 der Jahrescharts. Ebenfalls die Chartspitze erreichte das Album in den deutschen Vinylcharts. In Österreich erreichte das Album Rang drei und konnte sich eine Woche in den Top 10 und vier Wochen in den Charts halten. In der Schweiz erreichte Helloween mit Rang zwei seine Bestplatzierung und musste sich lediglich Bahama Sunshine von den Calimeros geschlagen geben. In Österreich und der Schweiz ist je der zweite Top-10-Erfolg. In beiden Ländern erreichte die Band letztmals mit Keeper of the Seven Keys Part 2 vor 33 Jahren die Top 10. In den Jahrescharts belegte das Album Rang 91 in der Schweiz. Im Vereinigten Königreich konnte sich das Album eine Woche in den Charts platzieren und erreichte dabei Rang 24. Es ist das vierte Chartalbum der Band; das erste seit 30 Jahren. Letztmals konnte sich die Band mit Pink Bubbles Go Ape im Jahr 1991 in den britischen Albumcharts platzieren. Darüber hinaus erreichte das Album weitere weltweite Chartplatzierungen, darunter die Chartspitze in Spanien oder auch Top-10-Erfolge in Belgien-Wallonie (Rang: 5), Finnland (Rang: 2), Schweden (Rang: 3), Japan (Platz 6) oder Portugal (Rang: 5).
| ChartsChartplatzierungen     | Höchstplatzierung | Wochen |
| ---------------------------- | ----------------- | ------ |
| Deutschland (GfK)            | 1 (14 Wo.)        | 14     |
| Österreich (Ö3)              | 3 (4 Wo.)         | 4      |
| Schweiz (IFPI)               | 2 (8 Wo.)         | 8      |
| Vereinigtes Königreich (OCC) | 24 (1 Wo.)        | 1      |

| ChartsJahrescharts (2021) | Platzierung |
| ------------------------- | ----------- |
| Deutschland (GfK)         | 35          |
| Schweiz (IFPI)            | 91          |